# La Boîte de Pandore (album de Vegedream)
Pour les articles homonymes, voir La Boîte de Pandore.
Albums de Vegedream
Ategban
(2019) De l’autre côté
(2024)
Singles
1. Pour nous (feat. Tayc)
Sortie : 25 septembre 2020
2. Madame Djé (Djenaba)
Sortie : 11 juin 2021
3. On a l'habitude (Ok Many) (feat. Naps)
Sortie : 25 février 2022
4. Intro (Lancelot du lac)
Sortie : 6 avril 2022
5. Pansement (feat. Nej')
Sortie : 8 avril 2022
6. Une équipe
Sortie : 22 avril 2022
7. C'est quoi le boulot (feat. Heuss l'Enfoiré)
Sortie : 6 mai 2022

La Boîte de Pandore est le troisième album studio du rappeur Vegedream sorti le 29 avril 2022.

## Genèse
En fin 2020, Vegedream sort un single extrait de son futur album nommé Pour nous avec Tayc,. Il annonce un album prêt à 95% puis il dit qu'il s'est fait voler le disque dur où tout l'album était enregistré.
En mars 2021, il dévoile le titre Touché dans le cœur. En juin, Il dévoile Madame Djé (Djenaba) parlant de ses racines.
En février 2022, il revient avec On a l'habitude (Ok Many) avec une participation de Naps, premier extrait de son nouvel album. En avril 2022, Intro (Lancelot du lac) comme bande-annonce et introduction de son album La Boîte de Pandore. Le morceau s'est fait critiquer sur Twitter pour avoir repris du Justin Timberlake. Il dévoile plus tard, Pansement avec Nej et Une équipe comme nouveaux extraits de son album et en version live acoustique.
Le 6 mai 2022, soit une semaine après la sortie de l'album, il sort le clip de C'est quoi le boulot en collaboration avec Heuss l'Enfoiré.

## Clips vidéo
- Pour nous (feat. Tayc) : 25 septembre 2020
- Madame Djé (Djenaba) : 11 juin 2021
- Intro (Lancelot du lac) : 6 avril 2022
- C'est quoi le boulot (feat. Heuss l'Enfoiré) : 6 mai 2022

## Accueil

### Classements hebdomadaires
| Classements (2022-2023)      | Meilleure position |
| ---------------------------- | ------------------ |
| France (SNEP)                | 7                  |
| Belgique (Wallonie Ultratop) | 149                |

## Liste des pistes
| 1.      | Intro (Lancelot du lac)                      | Vegedream                              | DJ Kabongo, Evasao                                               | 4:09 |
| 2.      | Une équipe                                   | Vegedream                              | VYNK, Ramon Ginton, LA$$A                                        | 3:17 |
| 3.      | Attito                                       | Vegedream, Barack Adama, BEHI          | Nyadjiko, Pitshoo Beats                                          | 3:16 |
| 4.      | La dot                                       | Vegedream                              | DJ Kabongo, Evasao                                               | 2:54 |
| 5.      | On a l'habitude (Ok Many) (feat. Naps)       | Vegedream, Naps                        | DJ Kabongo, Evasao                                               | 2:50 |
| 6.      | Pansement (feat. Nej')                       | Vegedream, Nej'                        | Nordine Achalhi, DJ Kabongo, Evasao, Salah The Magics, Moon Prod | 3:06 |
| 7.      | Tu ne m'oublieras pas                        | Vegedream                              | Delano Ruitenmach, Max meurs                                     | 3:34 |
| 8.      | Redescends (feat. Zaho)                      | Vegedream, Thomas Laroche, Zaho        | Dany Synthé, Shiruken Music, DJ Kabongo, Evasao                  | 3:26 |
| 9.      | Plus jamais (feat. M. Pokora)                | Vegedream, M. Pokora                   | Dany Synthé, DJ Kabongo, Evasao                                  | 3:03 |
| 10.     | Dis-le-moi                                   | Vegedream                              | Xavier de Haan, Max Meurs, Lennard Vink                          | 3:14 |
| 11.     | Prie pour moi                                | Vegedream                              | 23Beats, VYNK                                                    | 2:52 |
| 12.     | C'est quoi le boulot (feat. Heuss l'Enfoiré) | Vegedream, Sammy Tami, Heuss l'Enfoiré | DJ Kabongo, Evasao, Camara Ousseynou                             | 3:21 |
| 13.     | Kamasutra                                    | Vegedream                              | Trobi, The Plugz Europe, Rangel Silaev                           | 3:25 |
| 14.     | Toxic                                        | Vegedream                              | Kimi Tamba on The Beat, Steeve Custos                            | 2:39 |
| 15.     | Mami Watta                                   | Vegedream                              | Shiruken Music                                                   | 3:58 |
| 16.     | Pandémie (feat. Negrito)                     | Vegedream, Negrito                     | DJ Kabongo, Evasao                                               | 2:56 |
| 17.     | Ça va bien se passer (feat. Ivorian Doll)    | Vegedream, Ivorian Doll                | Trobi                                                            | 2:31 |
| 18.     | Obscure 3                                    | Vegedream                              | Joé Dwèt Filé, Nicolas Pierre-Jean                               | 4:07 |
| 19.     | Djibril                                      | Vegedream                              | DJ Kabongo, Evasao                                               | 2:46 |
| 20.     | Dans nos yeux                                | Vegedream                              | VYNK, Ramon Ginton                                               | 4:39 |
| 21.     | Ils m'ont tout pris                          | Vegedream                              | DJ Kabongo, Evasao                                               | 2:50 |
| 22.     | Lagoh 2                                      | Vegedream                              | DJ Kabongo, Evasao                                               | 3:02 |
| 23.     | Pour nous (feat. Tayc)                       | Vegedream, Tayc                        | Yannick Péraste, Willobeatz                                      | 3:23 |
| 24.     | Madame Djé (Djenaba)                         | Vegedream, Natanjo, Pitshoo            | Sonic, Wiljon, Behi, Natanjo                                     | 3:11 |
| 1:18:00 |                                              |                                        |                                                                  |      |

## Titre certifié en France
- Pour nous (feat. Tayc)  Or[14]
- Pansement (feat. Nej')  Or[15]
- On a l'habitude (OK Many) (feat. Naps)  Or